# Betty Snyder Holberton
Betty Snyder Holberton (7 de marzo de 1917-8 de diciembre de 2001) fue una de las seis programadoras originales de la ENIAC, la primera computadora digital de propósito general. También es reconocida internacionalmente por sus contribuciones al lenguaje COBOL. Murió el 8 de diciembre de 2001, en Rockville, Estado de Maryland.

## Vida y educación
Frances Elizabeth Snyder nació en Filadelfia en 1917. En su primer día de clases en la Universidad de Pensilvania, el profesor de matemática de Betty le dijo que debería quedarse en su casa criando niños en lugar de perder tiempo tratando de obtener un título en matemáticas. Este intento de desmoralizarla dio sus frutos. Betty se cambió de carrera y comenzó a estudiar periodismo, justamente porque esta carrera distaba mucho de su vocación por la matemática y era además una de las pocas carreras universitarias abiertas al estudiantado femenino en aquellos años.
Murió el 8 de diciembre de 2001 en Rockville, Maryland, a los 84 años, debido a una enfermedad cardíaca, diabetes y complicaciones de un derrame cerebral que había sufrido varios años antes. Le sobrevivieron su esposo John Vaughn Holberton y sus hijas Pamela y Priscilla.
Fue una de las mejores programadoras del mundo cuando salió la primera computadora

## Carrera
Durante la etapa Segunda Guerra Mundial, mientras los hombres peleaban fuera de su país, el ejército norteamericano necesitó de mujeres para trabajar en el cálculo de trayectorias balísticas. Betty fue contratada por el Moore School of Engineering para trabajar como computadora y pronto fue seleccionada como una de las seis mujeres que programaron la ENIAC. Ella y sus compañeras de tarea fueron clasificadas como "sub-profesionales". Ella junto a sus cinco colegas Jean Jennings Bartik, Kathleen McNulty Mauchly Antonelli, Marlyn Wescoff Meltzer, Ruth Lichterman Teitelbaum y Frances Bilas Spence programaron la ENIAC para realizar cálculos balísticos electrónicamente. Desarrolló el primer código de construcción, la primera rutina de clasificación y la primera aplicación informática. Su trabajo en la ENIAC les valió para obtener un lugar en el Salón de la Fama de las Mujeres en Tecnología.
Uno de los datos más llamativos de su trabajo con la ENIAC era que el proyecto estaba clasificado bajo secreto militar, por lo que sus primeros pasos en la programación tuvieron lugar lejos del equipo al que les estaba vedado el acceso, y para el que tuvieron que diseñar diagramas de programación. La ENIAC fue formalmente presentada al público el 15 de febrero de 1946 en la Universidad de Pensilvania.
Después de la Segunda Guerra Mundial, Betty trabajó en la Remington Rand y en el National Bureau of Standards. Fue jefe de la sección de investigación en programación, en el laboratorio de matemática aplicada del David Taylor Model Basin en 1959. Ayudó a desarrollar la UNIVAC, escribió el primer sistema de programación generativo y también el primer paquete de análisis estadístico que fue utilizado en el primer censo de los EE. UU. realizado en 1950. Betty trabajó con John Mauchly en el desarrollo de las instrucciones en C-10 para BINAC que fue considerado el prototipo de todos los lenguajes de programación modernos. También participó del desarrollo de los primeros estándares para los lenguajes COBOL y Fortran junto a Grace Murray Hopper.
En 1997 se convirtió en la única de las seis programadoras originales de la ENIAC en obtener el Premio Ada Lovelace, uno de los más altos honores concedidos en el campo de la programación. En ese mismo año, junto con sus cinco compañeras en la ENIAC, ingresó en el Women in Technology International Hall of Fame.

## Legado

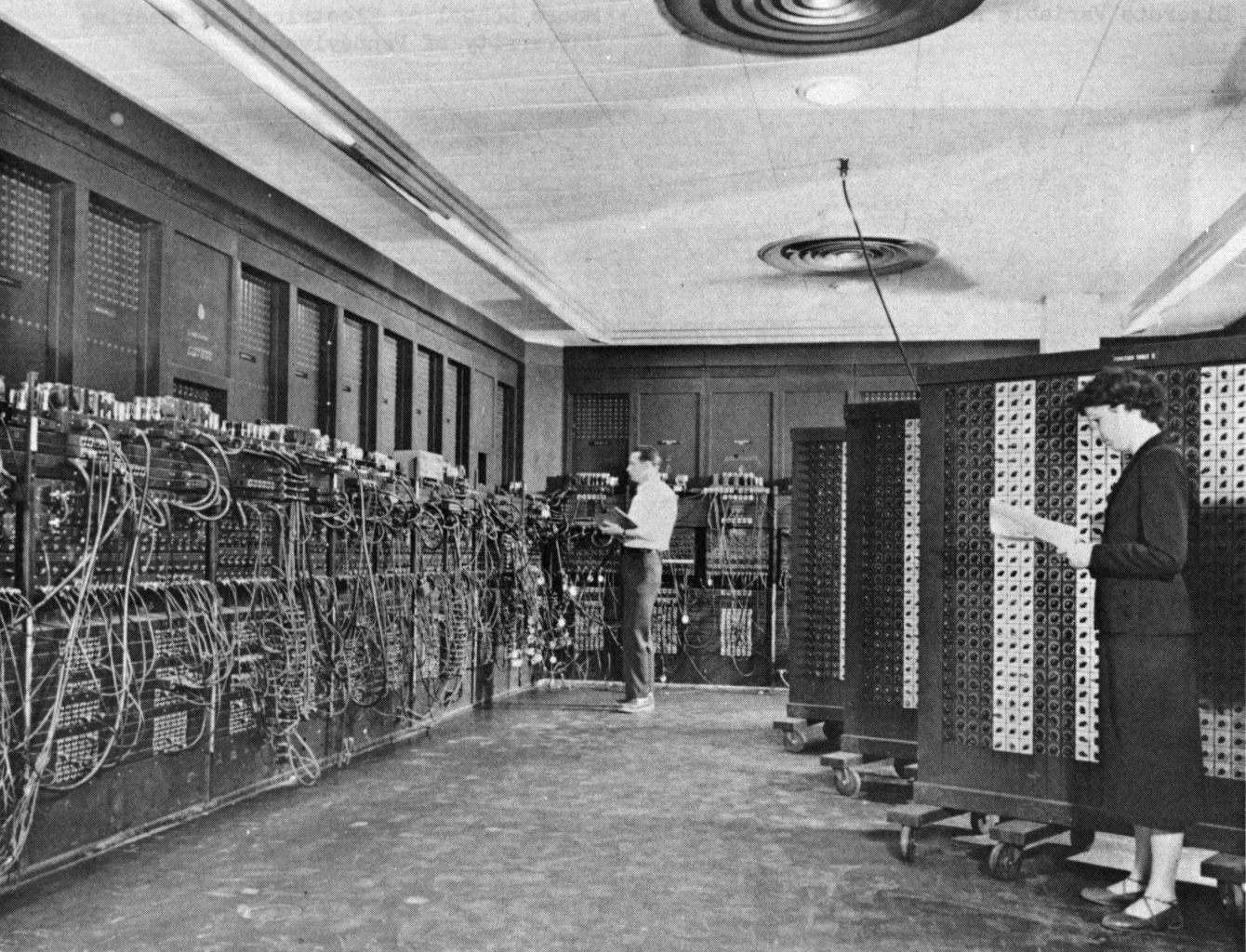
Betty Holberton (primer plano a la derecha) programando la computadora ENIAC en Filadelfia, edificio BRL 328 (década de 1940 y 1950)

En 1997 fue la única mujer de las seis originales que programaron el ENIAC que recibió el Premio Augusta Ada Lovelace, el premio más alto otorgado por la Asociación de Mujeres en Informática.
También en 1997, recibió el IEEE Computer Pioneer Award de la IEEE Computer Society por desarrollar el generador de clasificación y fusión que, según el IEEE, "inspiró las primeras ideas sobre la compilación". 
También en 1997, fue incluida en el Salón de la Fama Internacional de Mujeres en Tecnología, junto con los otros programadores originales de ENIAC.

Infortunadamente al inició de 2019 su nombre fue manchado por personas inescrupulosas que crearon una fundación a su nombre que promocionaron con la idea de formar programadores en un inicio gratis que después debían pagar un porcentaje de sus ingresos cuando consiguieran un trabajo bien remunerado, cosa que aseguraban y decían que tenían ex graduados trabajando en empresas como Google, Microsoft, Apple, Nasa, SpaceX, etc. Cosa que resultó falsa por la cual fueron demandados por publicidad engañosa y los contratos vinculantes entre estudiantes y la fundación anulados por la super intendencia de industria y comercio, posteriormente dicha anulación fue ratificada por el tribunal superior de Bogotá. 